# Salpis orbifera
Salpis orbifera är en fjärilsart som beskrevs av Louis Beethoven Prout 1910. Salpis orbifera ingår i släktet Salpis och familjen mätare. Inga underarter finns listade.